# Craig Forrest
Craig Lorne Forrest (ur. 20 września 1967 w Coquitlam) – kanadyjski piłkarz pochodzenia angielskiego występujący na pozycji bramkarza.

## Kariera klubowa
Forrest zawodową karierę rozpoczynał w 1986 roku w angielskim Ipswich Town z Second Division. W sezonie 1986/1987 nie rozegrał tam jednak żadnego spotkania. Cały następny spędził na wypożyczeniu w Colchesterze United z Fourth Division. W Second Division zadebiutował 27 sierpnia 1988 roku w zremisowanym 1:1 pojedynku ze Stoke City. W 1992 roku awansował z zespołem do Premier League. W 1994 roku został wybrany Kanadyjskim Piłkarzem Roku. W 1995 roku spadł z Ipswich do Division One. W 1996 roku został wypożyczony do Chelsea z Premier League. Grał tam przez rok.
W 1997 roku Forrest odszedł do West Hamu United z Premier League. Pierwszy ligowy mecz zaliczył tam 18 października 1998 roku przeciwko Boltonowi Wanderers (3:0). W West Hamie spędził 5 lat. W 2002 roku zakończył karierę.

## Kariera reprezentacyjna
W reprezentacji Kanady Forrest zadebiutował 25 maja 1988 roku w wygranym 1:0 towarzyskim pojedynku z Chile. W 1991 roku był uczestnikiem Złotego Pucharu CONCACAF, który Kanada zakończyła na fazie grupowej.
W 1993 roku Forrest ponownie wziął udział w Złotym Pucharze CONCACAF, który Kanada ponownie zakończyła na fazie grupowej. W 1996 roku po raz trzeci uczestniczył z Złotym Pucharze CONCACAF. Tym razem Kanada również odpadła z turnieju po fazie grupowej.
W 2000 roku Forrest po raz kolejny znalazł się w drużynie na Złoty Puchar CONCACAF, który tym razem się okazał dla Kanady zwycięski. W 2001 roku został powołany do kadry na Puchar Konfederacji. Zagrał na nim w meczach z Japonią (2:3), Brazylią (0:0), Kamerunem (0:2). Tamten turniej Kanada zakończyła na fazie grupowej.
W latach 1988–2001 w drużynie narodowej Forrest rozegrał w sumie 56 spotkań.